# Rodrigo Trelles
Rodrigo Trelles (Montevideo, Uruguay; 21 de junio de 1988) es un jugador profesional de basketball. Actualmente juega para el Club Atlético Welcome de la Liga Uruguaya de Básquetbol. Jugó la Liga Sudamericana de Clubes 2013 en Aguada, obteniendo el vicecampeonato; y en 2014 jugó la Liga de las Américas llegando al 3.º puesto. En la Liga 2015-2016 fue capitán del equipo. Además, participó del Campeonato Sudamericano 2014 con la Selección Uruguaya.

## Trayectoria
- Club Atlético Bohemios | 2006-2012
- Club Atlético Aguada | 2013-2016
- Club Atlético Welcome | 2016-presente

En 2012, jugando en Bohemios, logró 2 récords de la Liga Uruguaya. En los cuartos de final de los playoffs se enfrentaban el 1.º equipo de la fase regular, Unión Atlética, y el 8.º (último clasificado), Bohemios, y la serie era al mejor de 5. Unión Atlética ganó los primeros 2 partidos, por lo que si ganaba el 3.º pasaría de fase; pero Bohemios remontó el marcador a 3-2. Fue la primera vez que el 8.º le ganó al 1.º de la fase regular, y nunca antes se había remontado de un 0-2 a 3-2.

## Palmarés
| Equipo                 | Torneo                           | Posición   |
| ---------------------- | -------------------------------- | ---------- |
| Club Atlético Bohemios | Campeonato Metropolitano 2007    | Campeón    |
| Club Atlético Aguada   | Liga Sudamericana de Clubes 2013 | Subcampeón |
| Club Atlético Aguada   | Liga de las Américas 2014        | Tercero    |

## Estadísticas promedio
| Partidos | Tiros de 2P% | Tiros de 3P% | Tiros libres% | Rebotes | Asistencias | Robos | Puntos |
| -------- | ------------ | ------------ | ------------- | ------- | ----------- | ----- | ------ |
| 147      | 49,3%        | 35,7%        | 73,0%         | 4,7     | 2,8         | 1,5   | 12,8   |

## Distinciones individuales
| Equipo                 | Premio                             |
| ---------------------- | ---------------------------------- |
| Club Atlético Bohemios | Premio a la Revelación LUB 2012-13 |
| Club Atlético Aguada   | Premio a la Revelación LUB 2013-14 |

- Datos: Q16625927